# 那加桐野外二ケ所大字入会地
那加桐野外二ケ所大字入会地（なかきりのほかにかしょおおあざにゅうかいち）は、岐阜県各務原市の地名。丁番を持たない単独町名である。

## 地理
各務原市の那加地区に属する。
町域の東部は蘇原三柿野町、西部は那加住吉町、南部は那加官有地無番地（岐阜基地）、北部は那加信長町、那加住吉町である。
桐野村、岩地村、西市場村の入会地であった。地名もこれに因む。
かつては各務原台地（各務野）の西部の一部であり、広大な面積であったが、大部分は大日本帝国陸軍各務原飛行場となった。現在の那加桐野外二ケ所大字入会地は各務原飛行場にならなかった地区である。
道路
- 国道21号（那加バイパス）
- 那加メーンロード

## 歴史
天正年間、各務野の西半分にある更木八ケ村入会地の一部が西市場村に付され、、西市場村、桐野村、岩地村の「三ケ村入会地」と呼ばれるようになる。
1889年（明治22年）、西市場村、更木新田、桐野村、岩地村、山後村、長塚村、前洞村、影野新田、新加納村が合併し、那加村が発足すると、那加村大字三ケ村入会地となる（1940年に那加村が町制施行し那加町となったことにより、那加町に那加町三ケ村入会地に改称）。1944年（昭和19年）に那加町大字桐野外二ケ所大字入会地に改称する。
1963年（昭和38年）4月1日に各務原市の発足に伴い那加桐野外二ケ所大字入会地に改称。桐野外二ケ所大字入会地のうち、自衛隊岐阜基地住宅地であった字中野10番地をもって那加緑丘町が成立。

## 世帯数と人口
2024年（令和6年）10月1日現在の世帯数と人口は以下の通りである。
| 丁目                       | 世帯数  | 人口  |
| -------------------------- | ------- | ----- |
| 那加桐野外二ケ所大字入会地 | 135世帯 | 244人 |

## 小・中学校の学区
市立小・中学校に通う場合、学区は以下の通りとなる。尚、那加桐野外二ケ所大字入会地の自治会は住吉町自治会である。
| 番・番地等 | 小学校                   | 中学校               |
| ---------- | ------------------------ | -------------------- |
| 全域       | 各務原市立那加第二小学校 | 各務原市立桜丘中学校 |